# Бездольный, Александр Васильевич
Александр Васильевич Бездольный (5 сентября 1935, Ивановка, Актогайский район — 2 декабря 2009, Тверь) — депутат Государственной думы третьего и четвёртого созывов (1999—2007).

## Биография
Окончил Томский финансово-кредитный техникум в 1954 году, Иркутский институт народного хозяйства в 1974 году, Академию народного хозяйства в 1987 году.
Трудовую деятельность начал в 1954 году в Якутии в Верхне-Вилюйском отделении Госбанка СССР. На Крайнем Севере проработал 28 лет, пройдя путь от рядового экономиста до управляющего Якутской республиканской конторой Госбанка СССР.
С 1982 по 1999 год — начальник Главного управления Центрального банка РФ по Тверской (ранее Калининской) области. избирался депутатом областного Совета и дважды —депутатом Законодательного Собрания Тверской области.
В 1999—2007 гг. — депутат Государственной Думы РФ, член Комитета ГД по бюджету и налогам. Фракция «Единая Россия».
C 2007 г. — заместитель начальника Главного Управления Банка России по Тверской области.
Председатель совета сторонников при Тверском региональном отделении партии «Единая Россия».
Скончался 2 декабря 2009 года в Твери. Похоронен на муниципальном кладбище «Дмитрово-Черкассы» в Твери.

## Звания и награды
Действительный член Всеволжской инженерной Академии
- Заслуженный экономист РФ
- Орден «За заслуги перед Отечеством» IV степени (2003)
- Орден «Знак Почёта» (1981)
- Орден Дружбы (1996)